# Séisme
« Séismes » redirige ici. Pour le roman de Jérôme Meizoz, voir Séismes (roman).
« Tremblement de terre » redirige ici. Pour les autres significations, voir Tremblement de terre (homonymie).

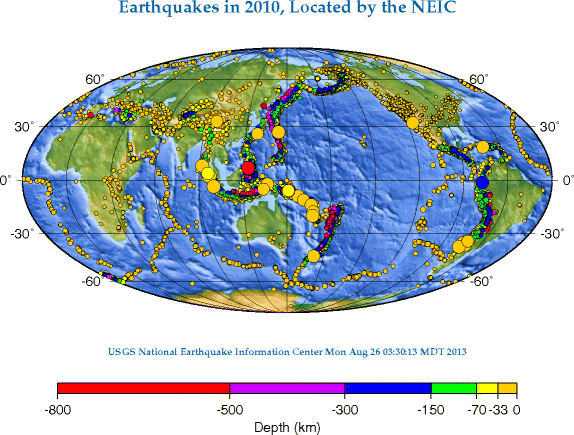
Carte de la répartition mondiale des séismes en 2010, montrant leur distribution essentiellement le long des frontières des grandes plaques tectoniques (dorsales dans les océans, ceinture de feu du Pacifique et ceinture alpine sur les continents).

Un séisme ou tremblement de terre est une secousse du sol résultant de la libération brusque d'énergie accumulée par les contraintes exercées sur les roches. Cette libération d'énergie se fait par rupture le long d'une faille, généralement préexistante. Plus rares sont les séismes dus à l'activité volcanique ou d'origine artificielle (explosions par exemple). Le lieu de la rupture des roches en profondeur se nomme le foyer.  La projection du foyer à la surface est l'épicentre du séisme. Le mouvement des roches près du foyer engendre des vibrations élastiques qui se propagent, sous la forme de paquets d'ondes sismiques, autour et au travers du globe terrestre. Il produit aussi un dégagement de chaleur par frottement, au point de parfois fondre les roches le long de la faille (pseudotachylites).
Il se produit de très nombreux séismes tous les jours, mais la plupart ne sont pas ressentis par les humains. Environ cent mille séismes sont enregistrés chaque année sur la planète. Les plus puissants d'entre eux comptent parmi les catastrophes naturelles les plus destructrices. Les séismes les plus importants modifient la période de rotation de la Terre et donc la durée d’une journée (de l'ordre de la microseconde).
La majorité des séismes se produisent à la limite entre les plaques tectoniques (séismes interplaques) de la terre, mais il peut aussi y avoir des séismes à l'intérieur des plaques (séismes intraplaques). La tectonique des plaques rend compte convenablement de la répartition des ceintures de sismicité à la surface du globe : les grandes ceintures sismiques du globe, caractérisées par la densité géographique des tremblements de terre, sont la ceinture de feu du Pacifique (elle libère 80 % de l'énergie sismique chaque année), la ceinture alpine (15 % de l'énergie annuelle) et les dorsales dans les océans (5 % de l'énergie annuelle).
La science qui étudie ces phénomènes est la sismologie, pratiquée par les sismologues, et son instrument de mesure principal est le sismographe, qui produit des sismogrammes. L'acquisition et l'enregistrement du signal s'obtiennent dans une station sismique regroupant, outre les capteurs eux-mêmes, des enregistreurs, numériseurs et antennes GPS, pour le positionnement géographique et le temps.

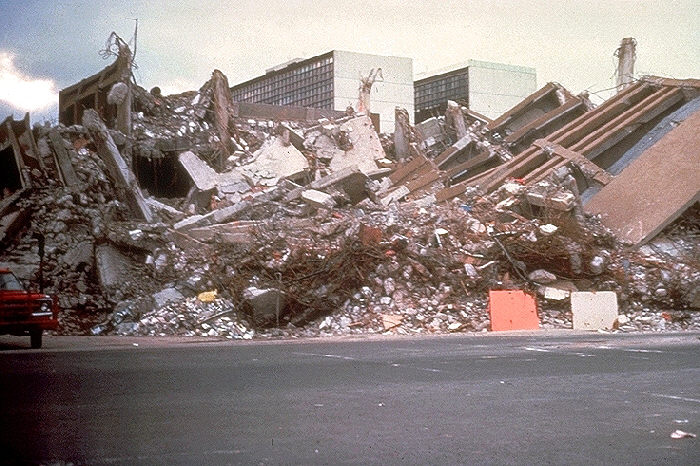
Conséquences d'un séisme à Mexico.

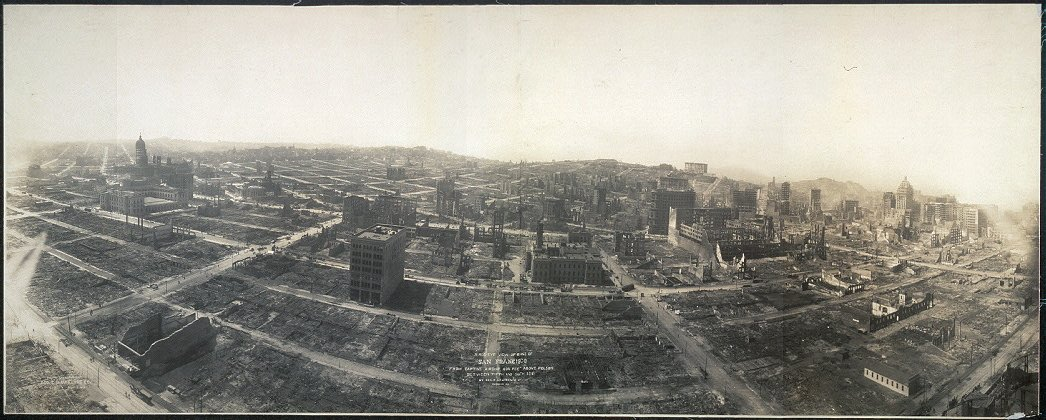
Vue panoramique de San Francisco après le tremblement de terre et l'incendie de 1906.

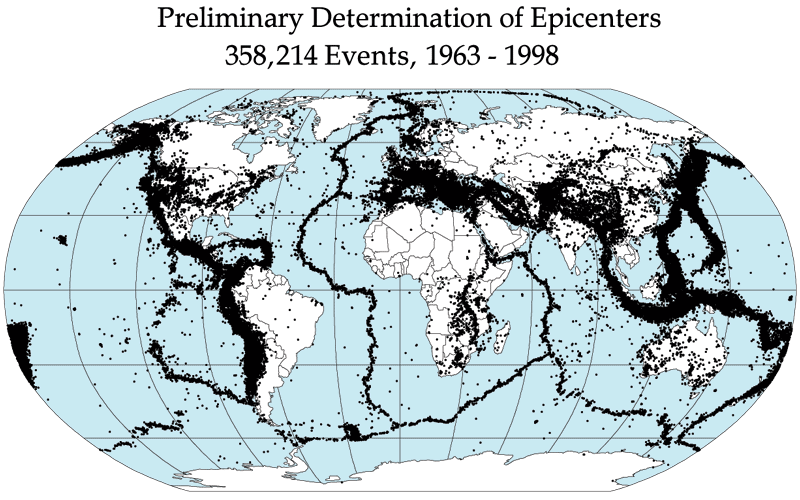
Les séismes dans le monde de 1963 à 1998.

## Histoire

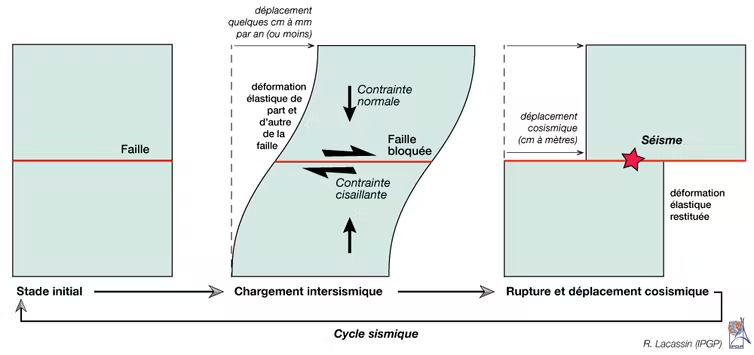
Rebond élastique et cycle sismique.

Si le séisme de 1755 à Lisbonne est à l'origine de la naissance de la sismologie, le débat qu'il suscite ne fait pas progresser la connaissance de la genèse des séismes.
La simultanéité entre rupture de faille et tremblement de terre est observée et décrite dès le XIXe siècle par les scientifiques qui lient la formation des principaux séismes à un brusque glissement le long d'une faille au sein de la croûte terrestre et/ou dans la lithosphère sous-jacente. Mais les théories ne parviennent pas à décider lequel des phénomènes est à l'origine de l'autre et ne peuvent expliquer le mécanisme. En 1884, le géologue américain Grove Karl Gilbert propose le premier modèle de « cycle sismique » linéaire et régulier, postulant que les séismes les plus importants ont l'intervalle de récurrence le plus fort. C'est en 1910, après le séisme de 1906 à San Francisco, qu'un géodésien californien, Harry Fielding Reid (en), émet la théorie du rebond élastique. Selon cette théorie, les contraintes déforment élastiquement la croûte terrestre de part et d'autre de la faille, provoquant le déplacement asismique des deux blocs séparés par cette zone de rupture potentielle (la faille est alors inactive ou bloquée, et prend du retard par rapport à celles qui l'entourent, le séisme lui permettant de rattraper ce retard selon le rythme de son fonctionnement conçu comme régulier). Ce glissement est bloqué durant les périodes inter-sismiques (entre les séismes), l'énergie s'accumulant par la déformation élastique des roches. Lorsque leur résistance maximale est atteinte (phase cosismique), l'énergie est brusquement libérée et la rupture se produit par le brusque relâchement de contraintes élastiques préalablement accumulées par une lente déformation du sous-sol, ce qui provoque un jeu de la faille. Après un épisode sismique (phase post-sismique caractérisée par des répliques et des réajustements visco-élastiques), les roches broyées de la faille se ressoudent au cours du temps et la faille acquiert une nouvelle résistance. Le dispositif se réarme : la faille « se charge » puis se décharge brusquement par relaxation de contrainte. Reid explique ainsi le cycle sismique (cycle de chargement/déchargement) complété par les différentes périodes sismiques de Wayne Thatcher. Si ce modèle théorique de l'origine des tremblements de terre est encore couramment accepté par la communauté scientifique, il n'explique pas les récurrences sismiques irrégulières comme le révèle les traces laissées par les séismes (géomorphologie, paléosismologie, lichénométrie, dendrochronologie).
Cette théorie est complétée en 1966 en prenant en compte le processus de friction. Les variations des propriétés de friction sur les failles, dues à plusieurs facteurs (faible couplage des deux blocs, déformation asismique, phénomènes transitoires de glissement lent, rôle de fluides, etc.), expliquent les cycles sismiques irréguliers. Une loi de friction spécifique pour la modélisation des transferts de contrainte, dépendant de la vitesse et du temps de contact entre les deux surfaces, est proposée à la fin des années 1970,.

## Origine

Les trois grands types de failles:
A. Décrochement
B. Faille normale
C. Faille inverse

Un tremblement de terre est une secousse plus ou moins violente du sol qui peut avoir quatre origines : rupture d'une faille ou d'un segment de faille (séismes tectoniques) ; intrusion et dégazage d'un magma (séismes volcaniques) ; « craquements » des calottes glaciaires se répercutant dans la croûte terrestre (séismes polaires) ; explosion, effondrement d'une cavité (séismes d'origine naturelle ou dus à l'activité humaine). En pratique, on classe les séismes en quatre catégories selon les phénomènes qui les ont engendrés :

### Séismes tectoniques
Les séismes tectoniques sont de loin les plus fréquents et dévastateurs. Une grande partie des séismes tectoniques a lieu aux limites des plaques, où se produit un glissement entre deux milieux rocheux. Une autre partie a lieu sur le long d'un plan de fragilité existant ou néoformé. Ce glissement, localisé sur une ou plusieurs failles, est bloqué durant les périodes inter-sismiques (entre les séismes) de déplacement asismique des deux blocs séparés par la zone de rupture potentielle (la faille est alors inactive), et l'énergie s'accumule par la déformation élastique des roches. Cette énergie et le glissement sont brusquement relâchés lors des séismes. Dans les zones de subduction, les séismes représentent en nombre la moitié de ceux qui sont destructeurs sur la Terre, et dissipent 75 % de l'énergie sismique de la planète. C'est le seul endroit où on trouve des séismes profonds (de 300 à 645 kilomètres). Au niveau des dorsales médio-océaniques, les séismes ont des foyers superficiels (0 à 10 kilomètres), et correspondent à 5 % de l'énergie sismique totale. De même, au niveau des grandes failles de décrochement, ont lieu des séismes ayant des foyers de profondeur intermédiaire (de 0 à 20 kilomètres en moyenne) qui correspondent à 15 % de l'énergie. Le relâchement de l'énergie accumulée ne se fait généralement pas en une seule secousse, et il peut se produire plusieurs réajustements avant de retrouver une configuration stable. Ainsi, on constate des répliques à la suite de la secousse principale d'un séisme, d'amplitude décroissante, et sur une durée allant de quelques minutes à plus d'un an. Ces secousses secondaires sont parfois plus dévastatrices que la secousse principale, car elles peuvent faire s'écrouler des bâtiments qui n'avaient été qu'endommagés, alors que les secours sont à l'œuvre. Il peut aussi se produire une réplique plus puissante encore que la secousse principale quelle que soit sa magnitude. Par exemple, un séisme de 9,0 peut être suivi d'une réplique de 9,3 plusieurs mois plus tard même si cet enchaînement reste extrêmement rare.

### Séismes d'origine volcanique
Les séismes d'origine volcanique résultent de l'accumulation de magma dans la chambre magmatique d'un volcan. Les sismographes enregistrent alors une multitude de microséismes (trémor) dus à des ruptures dans les roches comprimées ou au dégazage du magma. La remontée progressive des hypocentres (liée à la remontée du magma) est un indice prouvant que le volcan est en phase de réveil et qu'une éruption est imminente.

### Séismes d'origine polaire
Les glaciers et la couche de glace présentent une certaine élasticité, mais les avancées différentiées et périodiques (rythme saisonnier marqué) de coulées de glace provoquent des cassures dont les ondes élastiques génèrent des tremblements de terre, enregistrés par des sismographes loin du pôle à travers le monde. Ces « tremblements de terre glaciaires » du Groenland sont caractérisés par une forte saisonnalité. Une étude publiée en 2006 a conclu que le nombre de ces séismes avait doublé de 2000 à 2005, tendance temporelle suggérant un lien avec une modification du cycle hydrologique et une réponse glaciaire à l'évolution des conditions climatiques.

### Séismes d'origine artificielle
Les séismes d'origine artificielle ou « séismes induits » de faible à moyenne magnitude sont dus à certaines activités humaines telles que barrages, pompages profonds, extraction minière, explosions souterraines ou nucléaires, ou même bombardements. Ils sont fréquents et bien documentés depuis les années 1960-1970. Par exemple, rien que pour la France et uniquement pour les années 1971-1976, plusieurs séismes ont été clairement attribués à des remplissages de lacs-réservoirs, à l'exploitation de gisements pétrolifères ou aux mines :
- le remplissage du lac de Vouglans (Jura) (magnitude 4,3, le 21 juin 1971) qui produit des dégâts dans les villages voisins du barrage ;
- autour du lac-réservoir de l'Alesani, en Corse, le 29 septembre 1971, un séisme est ressenti sur une faible surface centrée sur le lac (dans une zone jusqu'alors complètement asismique) . En avril 1978, lors d'un nouveau remplissage (après vidange du barrage durant plusieurs mois), un nouveau séisme de magnitude 4,4 est ressenti ;
- le lac-réservoir de Sainte-croix-du-Verdon (Alpes-de-Haute-Provence) n'a pas bougé lors de son remplissage, mais de septembre 1973 à août 1975, les stations séismiques télémétrées ont enregistré plus de 90 petites secousses, au voisinage même du lac, et leur fréquence maximale (36 secousses en 3 mois) correspondait au moment du pic de remplissage (mars-mai 1975) ;
- le gisement pétrolifère et gazier de Lacq (surveillé depuis 1974), a encore produit des séismes (dont le 31 décembre 1972 de magnitude 4,0, ainsi qu'en avril 2016 de magnitude 4[17]) ;
- le gisement gazier de Valempoulières (Jura) a généré un petit séisme le 8 janvier 1975, ressenti dans les communes l'entourant ;
- des « coups de toit » peuvent toucher les régions minières, à l'image des anciens bassins houillers de Fuveau-Gardanne dans les Bouches-du-Rhône et celui de Creutzwald-Merlebach en Moselle, et peuvent être confondus avec de véritables séismes naturels[18].

Les tremblements de terre engendrent parfois des tsunamis, dont la puissance destructrice menace une part croissante de l'humanité, installée en bordure de mer. Ils peuvent aussi menacer les installations pétrolières et gazières offshore et disperser les décharges sous-marines contenant des déchets toxiques, déchets radioactifs et munitions immergées. On cherche à les prévoir, pour s'en protéger, à l'aide d'un réseau mondial d'alerte, qui se met en place, en Indonésie et Asie du Sud-Est notamment.
Dans certains cas, les séismes provoquent la liquéfaction du sol : un sol mou et riche en eau perdra sa cohésion sous l'effet d'une secousse.
Un centre de recherche sur les centrales géothermiques, dans le nord-est de la France, expérimente des techniques de géothermie. L'expérience consiste à injecter de l'eau froide dans des poches de magma (2 trous préalablement forés, l'un pour l'entrée de l'eau froide et l'autre pour la sortie de l'eau transformée en vapeur, puis de la récupérer sous forme de vapeur, de la mettre en pression puis de faire tourner une turbine puis produire de l'électricité. L'injection d'eau froide dans les poches de magma agit sur les failles environnantes, l'eau ainsi apportée agit comme lubrifiant et produit des micro séismes qui peuvent aller jusqu'à produire des fissures sur les murs des maisons.[réf. nécessaire]

## Séismes extraterrestres
Même si la Terre est le seul objet céleste où l'on ait mis en évidence une tectonique des plaques, elle n'est pas le seul à subir des vibrations (séismes localisés et oscillations à grande échelle). Ces vibrations peuvent être dues à une autre forme de tectonique (contraction ou dilatation de l'objet) ou à des impacts cosmiques.
Les missions Apollo ont déposé plusieurs sismomètres à la surface de la Lune. On a enregistré quatre types de séismes, d'origines différentes. Certains sont dus à la libération de contraintes engendrées par les effets de marée, d'autres à des impacts de météorites, d'autres encore à la libération de contraintes d'origine thermique. L'origine des séismes du quatrième type, forts, peu profonds et d'assez longue durée, est inconnue.
Le seul autre objet extraterrestre où l'on ait installé un sismomètre est Mars, fin 2018 (sonde InSight). Opérationnel début février 2019, le sismomètre SEIS (développé par l'Institut de physique du globe de Paris) a enregistré son premier séisme martien le 7 avril. Jusqu'à présent ces séismes sont très faibles, sur Terre, ils seraient masqués par le bruit sismique des océans.
L'étude de Mercure montre la présence d'un grand nombre de failles inverses, caractéristiques d'une contraction globale de la planète (sans doute liée à son refroidissement progressif). La sonde Messenger, notamment, a révélé l'existence de telles failles traversant des cratères d'impacts petits et récents. On en déduit que Mercure est aujourd'hui encore sujette à une tectonique active, très certainement accompagnée de séismes.
La surface de Vénus est elle-aussi parcourue par des failles et des plissements. Il est vraisemblable que Vénus soit encore active tectoniquement, mais on n'en a pas la preuve. S'il y a de forts séismes on espère, à défaut de pouvoir les enregistrer directement (faute de sismomètre), en repérer des conséquences atmosphériques.
On ne sait rien de l'activité sismique de la planète Jupiter, mais il est plausible qu'elle subisse des oscillations d'échelle planétaire à l'instar de Saturne, dont les oscillations se répercutent sur ses anneaux sous la forme d'ondes observables. Pour Uranus et Neptune on ne sait pas.
Depuis le survol de la planète Pluton par la sonde New Horizons en 2014, on sait que cette planète naine a une activité géologique récente (et sans doute actuelle), qui se manifeste notamment par des failles, dont la formation ou la réactivation s'accompagne certainement de séismes. Les contraintes tectoniques peuvent être dues à des cycles de gel (partiel) et refonte de l'eau située en dessous de la croûte de glace.
Le soleil lui-même est sujet à des oscillations globales, étudiées par l'héliosismologie. Des oscillations similaires, observables dans d'autres étoiles, sont étudiées par l'astérosismologie.

## Caractéristiques principales

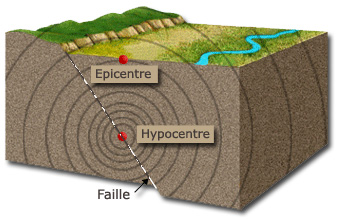
Épicentre, hypocentre (foyer) et faille.

L'hypocentre ou foyer sismique peut se trouver entre la surface et sept cents kilomètres de profondeur (limite du manteau supérieur) pour les événements les plus profonds.

### Magnitude
La puissance d'un tremblement de terre peut être quantifiée par sa magnitude, notion introduite en 1935 par le sismologue Charles Francis Richter. La magnitude se calcule à partir des enregistrements des différents types d'ondes sismiques en tenant compte de paramètres comme la distance à l'épicentre, la profondeur de l'hypocentre, la fréquence du signal, le type de sismographe utilisé, etc. La magnitude est une fonction continue logarithmique : lorsque l'amplitude des ondes sismiques est multipliée par 10, la magnitude augmente d'une unité. Ainsi, un séisme de magnitude 7 provoquera une amplitude dix fois plus importante qu'un événement de magnitude 6, cent fois plus importante qu'un événement de magnitude 5.
La magnitude, souvent appelée de manière impropre magnitude sur l'échelle de Richter, est à l'origine calculée à partir de l'amplitude ou de la durée du signal enregistré par un sismographe. Plusieurs valeurs peuvent être ainsi calculées (Magnitude locale {\displaystyle M_{L}}, de durée {\displaystyle M_{D}}, des ondes de surfaces {\displaystyle M_{S}}, des ondes de volumes {\displaystyle M_{B}}). Ces différentes valeurs ne sont pas très fiables dans le cas des très grands tremblements de terre. Les sismologues lui préfèrent donc la magnitude de moment (notée {\displaystyle M_{W}}) qui est directement reliée à l'énergie libérée lors du séisme. Des lois d'échelle relient cette magnitude de moment à la géométrie de la faille (surface), à la résistance des roches (module de rigidité) et au mouvement cosismique (glissement moyen sur la faille).

### Intensité macrosismique

Carte des intensités du séisme de 2010 en Haïti.

L'intensité macrosismique, qu'il ne faut pas confondre avec la magnitude, caractérise la sévérité de la secousse sismique au sol. Définition de l'importance des tremblements de terre classée de manière qualitative, à partir des dégâts occasionnés en surface, elle se fonde sur l'observation des effets et des conséquences du séisme sur des indicateurs communs en un lieu donné : effets sur les personnes, les objets, les mobiliers, les constructions, l'environnement. Le fait que ces effets soient en petit ou en grand nombre sur la zone estimée est en soi un indicateur du niveau de sévérité de la secousse. L'intensité est généralement estimée à l'échelle de la commune. On prendra par exemple en compte le fait que les fenêtres ont vibré légèrement ou fortement, qu'elles se sont ouvertes, que les objets ont vibré, se sont déplacés ou ont chuté en petit nombre ou en grand nombre, que des dégâts sont observés, en tenant compte des différentes typologies constructives (de la plus vulnérable à la plus résistante à la secousse), les différents degrés de dégâts (du dégât mineur à l'effondrement total de la construction) et si la proportion des dégâts observés est importante ou non (quelques maisons, ou l'ensemble des habitations).
Les échelles d'intensité comportent des degrés généralement notés en chiffres romains, de I à XII pour les échelles les plus connues (Mercalli, MSK ou EMS). Parmi les différentes échelles, on peut citer :
- l'échelle de Mercalli, la première échelle établie en 1902 (notée MM dans sa version modifiée) ;
- l'échelle Medvedev-Sponheuer-Karnik (aussi notée MSK), la plus utilisée, elle a été proposée en 1964 ;
- l'échelle Rossi-Forel (aussi notée RF) ;
- l'échelle de Shindo (震度?) de l'agence météorologique japonaise ;
- l'échelle macrosismique européenne (aussi notée EMS98).

Les relations entre magnitude et intensité sont complexes. L'intensité dépend du lieu d'observation des effets. Elle décroît généralement lorsqu'on s'éloigne de l'épicentre en raison des atténuations dues à la distance (atténuation géométrique) ou au milieu géologique traversé par les ondes sismiques (atténuation anélastique ou intrinsèque), mais d'éventuels effets de site (écho, amplification locale, par exemple, par des sédiments ou dans des pitons rocheux) peuvent perturber les courbes moyennes de décroissance que l'on utilise pour déterminer l'intensité et l'accélération maximale du sol qu'ont à subir les constructions sur les sites touchés, ou qu'ils auront à subir sur un site précis lorsqu'on détermine un aléa sismique.
Statistiquement, à 10 kilomètres d'un séisme de magnitude 6, on peut s'attendre à des accélérations de 2 mètres par seconde au carré, des vitesses du sol de 1 mètre par seconde et des déplacements d'une dizaine de centimètres ; le tout, pendant une dizaine de secondes.

### Conséquences géophysiques
Comme certains autres phénomènes majeurs (la fonte d'une calotte glaciaire par exemple), les séismes importants peuvent avoir une conséquence imperceptible sur la période de rotation de la Terre et sur la durée du jour,. Le séisme de 2004 à Sumatra a provoqué un déplacement de l'axe de rotation du globe de sept centimètres et le raccourcissement de la durée du jour de 6,8 microsecondes,. Le séisme de 2010 au Chili a été assez puissant pour décaler l'axe de rotation de la Terre de huit centimètres, ce qui a raccourci la durée du jour de 1,26 µs,. Le séisme de 2011 au Japon a lui aussi déplacé l'axe de rotation de la Terre d'une dizaine de centimètres, et a provoqué un raccourcissement de la durée du jour de 1,8 µs.
Il faut préciser ici que l'expression "axe de rotation" est en réalité une simplification : c'est l'axe de figure qui est modifié (« l'axe de figure est l'axe principal d'inertie ayant le plus fort moment d'inertie, c'est en quelque sorte l'axe de symétrie de la Terre »). « Le mouvement du pôle de rotation par rapport à la croûte terrestre, la polhodie, découlant en grande partie des transports continuels de masse dans l'atmosphère et les océans, l'impact des séismes y est brouillé et pratiquement impossible à déceler. ». On peut cependant isoler un décalage de l'axe de figure induit par les méga-séismes : celui-ci, de quelques micro-secondes, est inférieur à la variation journalière qui atteint 50 à 100 µs.
La modification de l'axe de rotation de la Terre survient lorsque celui-ci ne coïncide plus avec un de ses axes principaux d'inertie. L'oscillation qui s'ensuit provoque le déplacement du pôle de rotation de la Terre, de quelques dizaines de mètres et avec une période d’environ 433 jours. Les séismes, les marées, l'interaction entre le noyau et le manteau, les variations hydrographiques et les mouvements océaniques et atmosphériques peuvent contribuer à ce phénomène.

## Différents types d'ondes sismiques
Au moment du relâchement brutal des contraintes de la croûte terrestre (séisme), deux grandes catégories d'ondes peuvent être générées. Il s'agit des ondes de volume qui se propagent à l'intérieur de la Terre et des ondes de surface qui se propagent le long des interfaces.
Dans les ondes de volume, on distingue :
- les ondes P ou ondes de compression. Le déplacement du sol se fait par dilatation et compression successives, parallèlement à la direction de propagation de l'onde. Les ondes P sont les plus rapides (6 km/s près de la surface). Ce sont les ondes enregistrées en premier sur un sismogramme[33] ;
- les ondes S ou ondes de cisaillement. Les vibrations s'effectuent perpendiculairement au sens de propagation de l'onde, comme sur une corde de guitare. Plus lentes que les ondes P, elles apparaissent en second sur les sismogrammes[33].

Les ondes de surface (ondes de Rayleigh, ondes de Love) résultent de l'interaction des ondes de volume. Elles sont guidées par la surface de la Terre, se propagent moins vite que les ondes de volume, mais ont généralement une plus forte amplitude. Généralement ce sont les ondes de surface qui produisent les effets destructeurs des séismes.

## Enregistrement des séismes
Les plus anciens relevés sismiques datent du VIIIe millénaire av. J.-C.[réf. nécessaire].
 Pour les séismes instrumentaux depuis 1960, le Centre Sismologique International établit un catalogue
complet, une liste de plus de 14000 séismes de référence, et une bibliographie scientifique exhaustive.

### Séismes les plus puissants enregistrés depuis 1900
Tremblements de terre de magnitude au moins égale à 8.

| Pays             | Ville / Zone                                                                                                 | Magnitude                | Date                                     | Nombre de morts                 | Nombre de blessés | Remarques et liens vers les articles détaillés                                                            |
| ---------------- | --- | ------------------------ | ---------------------------------------- | ------------------------------- | ----------------- | --- |
| Chili            | Valdivia, près de Lumaco dans la région des Fleuves                                                          | 9,5                      | 22 mai 1960                              | 3 000                           |                   | Séisme de 1960 à Valdivia (le séisme le plus violent jamais recensé)                                      |
| Indonésie        | Sumatra | 9,1 à 9,3,               | 26 décembre 2004                         | 227 898                         | 125 000           | Séisme et tsunami de 2004 dans l'océan Indien                                                             |
| États-Unis       | Alaska | 9,2                      | 27 mars 1964                             | 131                             |                   | Séisme de 1964 en Alaska                                                                                  |
| Japon            | Sendai, côte Pacifique du Tōhoku                                                                             | 9,1,                     | 11 mars 2011                             | 15 776 morts et 4 225 disparus, | 5 929,            | Séisme de 2011 de la côte Pacifique du Tōhoku                                                             |
| Union soviétique | Kamtchatka (RSFS de Russie)                                                                                  | 9,0                      | 4 novembre 1952                          |                                 |                   | |
| Équateur         | | 8,8                      | 1906                                     |                                 |                   | |
| Chili            | Concepción                                                                                                   | 8,8                      | 27 février 2010                          | 497                             |                   | Séisme de 2010 au Chili                                                                                   |
| Russie           | Kamtchatka                                                                                                   | 8,8                      | 30 juillet 2025 à 11 h 24 (heure locale) | 1                               |                   | Séisme de 2025 au Kamtchatka                                                                              |
| États-Unis       | Alaska | 8,7                      | 1965                                     |                                 |                   | |
| Indonésie        | Île de Nias                                                                                                  | 8,7                      | 28 mars 2005                             | 905                             |                   | Séisme de 2005 à Sumatra                                                                                  |
| Océan Indien     | Entre l'Inde, l'Indonésie, le Sri Lanka et la Thaïlande                                                      | 8,7 puis réplique de 8,3 | 11 avril 2012                            |                                 |                   | |
| Tibet            | Tibet | 8,6                      | 15 août 1950                             |                                 |                   | |
| États-Unis       | Îles Andreanof (Alaska)                                                                                      | 8,6                      | 9 mars 1957                              |                                 |                   | |
| Union soviétique | Îles Kouriles (RSFS de Russie)                                                                               | 8,5                      | 1963                                     |                                 |                   | |
| Union soviétique | Kamtchatka (RSFS de Russie)                                                                                  | 8,5                      | 1923                                     |                                 |                   | |
| Indonésie        | Mer de Banda                                                                                                 | 8,5                      | 1er février 1938                         |                                 |                   | Séisme dans la mer de Banda                                                                               |
| Pérou            | Arequipa dans le département du même nom                                                                     | 8,4                      | 23 juin 2001                             | 250                             | 1 000             | Séisme de 2001 au Pérou                                                                                   |
| Japon            | Kanto | 8,3                      | 1er septembre 1923                       | 141 720                         |                   | Séisme de 1923 de Kantō                                                                                   |
| Chili            | Chillán dans la région du Biobío                                                                             | 8,3                      | 24 janvier 1939                          | 28 000                          | 58 000            | |
| Tonga            | | 8,3                      | 3 mai 2006                               |                                 |                   | Séisme de 2006 aux Tonga                                                                                  |
| Russie           | Iles Kouriles                                                                                                | 8,3                      | 15 novembre 2006                         |                                 |                   | Raz de marée d'1,80 m et effets à plus de 16 000 km de l'épicentre, notamment à Crescent City, Californie |
| Russie           | Iles Kouriles                                                                                                | 8,3                      | 13 janvier 2007                          |                                 |                   | |
| Océan Pacifique  | | 8,3                      | 29 septembre 2009                        |                                 |                   | |
| Russie           | Mer d'Okhotsk, proche de la péninsule du Kamtchatka                                                          | 8,3                      | 24 mai 2013                              |                                 |                   | |
| Chili            | Océan Pacifique, à 46 kilomètres au large de la localité côtière d'Illapel                                   | 8,3                      | 16 septembre 2015                        |                                 |                   | Séisme du 16 septembre 2015 au Chili                                                                      |
| États-Unis       | San Francisco                                                                                                | 8,2                      | 18 avril 1906                            | 3 000                           |                   | Séisme de 1906 à San Francisco                                                                            |
| Chili            | Valparaíso                                                                                                   | 8,2                      | 17 août 1906                             | 3 000                           | 20 000            | |
| Chili            | Au large d'Iquique, à environ 89 km au sud-ouest de Cuya, à une profondeur de 46,4 km dans l'océan Pacifique | 8,2                      | 1er avril 2014 à 20h46 locales,          | 5                               |                   | Séisme de 2014 au Chili                                                                                   |
| Mexique          | Mexico | 8,1                      | 19 septembre 1985                        | 10 000                          |                   | Séisme de 1985 à Mexico                                                                                   |
| Pérou            | Ica, Lima | 8,0                      | 15 août 2007                             | 387                             | 1 050             | |

### Séismes les plus meurtriers depuis 1900
Tremblements de terre ayant fait plus de 15 000 morts d'après les estimations des autorités locales, placés dans l'ordre chronologique.

| Ville / Zone               | Pays         | Date               | Magnitude | Nombre de morts                 | Remarques et liens vers les articles détaillés                                                                                          |
| -------------------------- | ------------ | ------------------ | --------- | ------------------------------- | --- |
| Kangra                     | Inde         | 4 avril 1905       | 8,6       | 19 000                          | |
| Messine                    | Italie       | 28 décembre 1908   | 7,5       | 100 000                         | Article détaillé : Séisme de 1908 à Messine .                                                                                           |
| Avezzano                   | Italie       | 13 janvier 1915    | 7,5       | 29 980                          | Article détaillé : Séisme du 13 janvier 1915 de la Marsica .                                                                            |
| Bali                       | Indonésie    | 21 janvier 1917    | 8.2       | 15 000                          | |
| Gansu                      | Chine        | 16 décembre 1920   | 8,6       | 200 000                         | |
| Tokyo                      | Japon        | 1er septembre 1923 | 8,3       | 143 000                         | Le séisme de 1923 de Kantō est suivi d'un gigantesque incendie.                                                                         |
| Xining                     | Chine        | 22 mai 1927        | 8,3       | 200 000                         | |
| Gansu                      | Chine        | 25 décembre 1932   | 7,6       | 70 000                          | |
| Quetta                     | Pakistan     | 30 mai 1935        | 7,5       | 45 000                          | |
| Chillán                    | Chili        | 24 janvier 1939    | 8,3       | 28 000                          | |
| Erzincan                   | Turquie      | 26 décembre 1939   | 8,0       | 30 000                          | |
| Achgabat                   | URSS         | 5 octobre 1948     | 7,3       | 110 000                         | |
| Dashti Biaz Khorassan      | Iran         | 31 août 1968       | 7,3       | 16 000                          | |
| Chimbote                   | Pérou        | 31 mai 1970        | 8,0       | 66 000                          | |
| Yibin                      | Chine        | 10 mai 1974        | 6,8       | 20 000                          | |
|                            | Guatemala    | 4 février 1976     | 7,5       | 23 000                          | |
| Tangshan                   | Chine        | 27 juillet 1976    | 8,2       | 240 000                         | Le nombre officiel de morts est 240 000 personnes. D'autres estimations font état de 500 000 à 800 000 victimes directes ou indirectes. |
| Michoacán                  | Mexique      | 19 septembre 1985  | 8,1       | 20 000                          | Article détaillé : Séisme de 1985 à Mexico .                                                                                            |
| Région de Spitak           | Arménie      | 7 décembre 1988    | 7,0       | 25 000                          | Article détaillé : Séisme de 1988 en Arménie .                                                                                          |
| Zangan                     | Iran         | 20 juin 1990       | 7,7       | 45 000                          | |
| Kocaeli                    | Turquie      | 17 août 1999       | 7,4       | 17 118                          | Article détaillé : Séisme de 1999 en Turquie .                                                                                          |
| Bhuj                       | Inde         | 26 janvier 2001    | 7,7       | 20 085                          | |
| Bam                        | Iran         | 26 décembre 2003   | 6,6       | 26 271                          | Article détaillé : Séisme de 2003 à Bam .                                                                                               |
| Sumatra                    | Indonésie    | 26 décembre 2004   | 9,4       | 227 898                         | Article détaillé : Séisme du 26 décembre 2004 dans l'océan Indien .                                                                     |
| Muzaffarabad               | Pakistan     | 8 octobre 2005     | 7,6       | 79 410                          | Article détaillé : Séisme de 2005 au Cachemire .                                                                                        |
| Province du Sichuan        | Chine        | 12 mai 2008        | 7,9       | 87 149                          | Article détaillé : Séisme du Sichuan de mai 2008 .                                                                                      |
| Port-au-Prince             | Haïti        | 12 janvier 2010    | 7,2       | 230 000                         | Article détaillé : Séisme de 2010 en Haïti .                                                                                            |
| Côte Pacifique du Tōhoku   | Japon        | 11 mars 2011       | 9,3       | 15 776 morts et 4 225 disparus, | Article détaillé : Séisme de 2011 de la côte Pacifique du Tōhoku .                                                                      |
| Gaziantep et Kahramanmaraş | TurquieSyrie | 6 février 2023     | 7,8       | 56 350                          | Article détaillé : Séismes de 2023 en Turquie et Syrie .                                                                                |

## Méthodes de détection

### Ancienne méthode chinoise

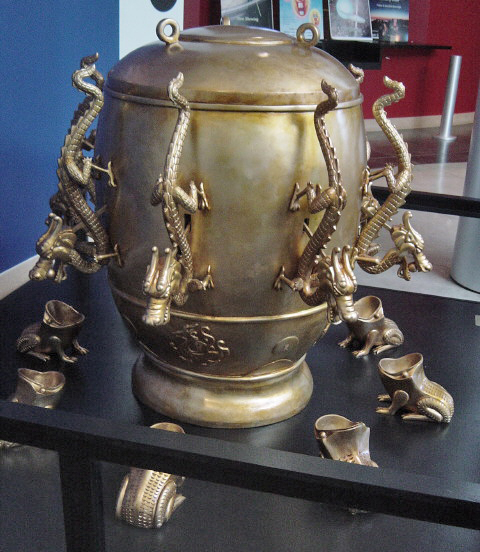
Réplique du sismographe de Zhang Heng.

L'ancienne méthode chinoise consistait en un vase de bronze comportant huit dragons sur le contour, le Houfeng Didong Yi du chinois Zhang Heng, mis au point en l'an 132 de l'ère commune. Une bille était placée dans la gueule de chaque dragon, prête à tomber dans la gueule d'un crapaud. Lorsqu'un séisme se produisait, la bille d'un des dragons (dépendant de l'endroit où se produisait le séisme) tombait dans la gueule d'un des crapauds. Cela indiquait la direction de l'épicentre du tremblement de terre, et vers où il fallait envoyer les secours.

### Méthodes modernes
La localisation de l'épicentre par des moyens modernes se fait à l'aide de plusieurs stations sismiques (3 au minimum), et un calcul tridimensionnel. Les capteurs modernes permettent de détecter des événements très sensibles, tels qu'une explosion nucléaire.
Le Centre sismologique euro-méditerranéen a quant à lui développé un processus de détection sismique basé sur l'analyse du trafic web et des contenus sur Twitter. La collecte de témoignages et de photos permet en outre de connaître l'intensité des séismes ressentis, et d'apprécier et géolocaliser les dégâts matériels.

## Méthodes de prédictions
Les méthodes de prédiction sismique reposent sur une prédiction qui spécifie, avec leur incertitude, la position, la taille, la date du séisme, et donne une estimation de la probabilité de son propre succès. La possibilité de la prédiction sismique repose sur l'existence, et la reconnaissance des « précurseurs », signes avant-coureurs d'un séisme. En l'absence de précurseurs fiables, ces méthodes sont accompagnées de non-détections qui entraînent des procès pour les spécialistes et des fausses alarmes qui provoquent une perte de confiance des populations alertées, et éventuellement évacuées à tort. Enfin, dans les régions à forte sismicité comme l'Iran, les habitants ne prêtent plus attention aux petits chocs sismiques et aux prédictions de tremblements de terre destructeurs faites.
En 1977, alors qu'il recevait une médaille de la Seismological Society of America (en), Charles Richter, l'inventeur de l'échelle qui porte son nom commentait : « Depuis mon attachement à la sismologie, j'ai eu une horreur des prédictions et des prédicteurs. Les journalistes et le public bondissent sur la moindre évocation d'un moyen infime de prévoir les séismes, comme des cochons affamés se ruent sur leur mangeoire […] Ces éléments de prédiction sont un terrain de jeu pour les amateurs, les névrosés et les charlatans avides de publicité médiatique ».
Il faut distinguer la prédiction sismique, généralement définie sur quelques jours ou semaines, de la prévision sismique qui est un calcul de probabilité du risque sismique sur le long terme (plusieurs années) et de la prévention sismique qui fait partie de la prévention des risques naturels, notamment au travers de l'établissement de plans de prévention des risques. 

### Long terme
Les prévisions à long terme reposent sur une analyse statistique des failles répertoriées et sur des modèles déterministes (on essaie d'imaginer le pire scénario sismique possible pour une région donnée) ou probabilistes (on calcule la probabilité d'un mouvement sismique sur une période donnée, et la durée de sa période de retour) des cycles sismiques. Elles permettent de définir des normes pour la construction de bâtiments, en général sous la forme d'une valeur d'accélération maximale du sol (pga, peak ground acceleration). Certaines failles telles celles de San Andreas en Californie ont fait l'objet d'études statistiques importantes ayant permis de prédire le séisme de Santa Cruz en 1989. Des séismes importants sont ainsi attendus en Californie, ou au Japon (Tokai, magnitude 8.3). Cette capacité prévisionnelle reste cependant du domaine de la statistique, les incertitudes sont souvent très importantes, on est donc encore loin de pouvoir prévoir le moment précis, à l'échelle humaine, d'un séisme, afin d'évacuer à l'avance la population ou la mettre à l'abri.

### Court terme
Les prédictions à court terme se fondent sur des observations fines de l'évolution de zones à risque, et l'observation des séismes eux-mêmes. On sait par exemple que les tremblements de terre sont souvent précédés de phénomènes de migration de gaz vers la surface qui peuvent aussi contribuer à « lubrifier » certaines failles géologiques et faciliter la survenue d'un séisme. On cherche à mieux comprendre les liens entre lithosphère, atmosphère et ionosphère qui pourraient aider à mieux prévoir certains séismes.
Les gouvernements et autorités locales souhaitent des informations certifiées avant d'évacuer une population des sites suspectés mais les prédicteurs manquent de fiabilité. Les États-Unis utilisent des outils de grande sensibilité autour des points statistiquement sensibles (tels que Parkfield en Californie) : vibrateurs sismiques utilisés en exploration pétrolière, extensomètres à fil d'invar, géodimètres à laser, réseau de nivellement de haute précision, magnétomètres, analyse des puits. Le Japon étudie les mouvements de l'écorce terrestre par GPS et par interférométrie (VLBI), méthodes dites de géodésie spatiale. En Afrique du Sud, les enregistrements se font dans les couloirs des mines d'or, à 2 km de profondeur. La Chine se base sur des études pluridisciplinaires, tels que la géologie, la prospection géophysique ou l'expérimentation en laboratoire.
La surveillance d'anomalies d'émission de radon (et de potentiel électrique) dans les nappes sont évoqués, basée sur l'hypothèse qu'avant un séisme le sous-sol pourrait libérer plus de radon (gaz radioactif à faible durée de vie). On a constaté (par exemple en Inde) une corrélation entre taux de radon dans les nappes souterraines et activité sismique. Un suivi en temps réel du radon à coût raisonnable est possible. On a aussi montré dans les Alpes françaises que les variations de niveaux (de plus de 50 mètres) de deux lacs artificiels modifiaient les émissions périphériques de radon.
Des recherches récentes soutiennent une possible corrélation entre des modifications de l'ionosphère et la préparation de tremblements de terre, ce qui pourrait permettre des prédictions à court terme,.
De même, les séismes sont précédés de modifications locales du champ magnétique (en ultra-basses fréquences), par exemple observée le 8 août 1993 lors d'un séisme sur l'île de Guam, de même pour le Séisme de 1989 à Loma Prieta, de magnitude 7.1. Selon Fraser-Smith & al. en 1994, il aurait fallu un réseau de détecteurs de champ magnétique conventionnels espacés sur une grille dont la taille de maille serait inférieure à 100 km pour détecter les fluctuations du champ magnétique ULF avant les tremblements de terre de magnitude supérieure à 7, mais des gradiomètres de champ magnétique supraconducteur pourraient offrir une plus grande sensibilité et une meilleure portée.
Des fibres optiques sont déjà utilisées par les compagnies pétrogazières pour faire office de sismomètre. Leurs impuretés innées sont des « capteurs virtuels » : à l'extrémité d'une fibre, un « interrogateur » électronique envoie des impulsions-laser et analyse la lumière qui rebondit (rétrodiffusion) ; des anomalies du temps de rétrodiffusion signifient que la fibre s'est étirée ou contractée (ce qui se produit en cas d'exposition à une onde sismique ou une vibration induite à proximité). Selon B. Biondi (géophysicien de l'Université de Stanford), un « interrogateur » unique peut gérer 40 kilomètres de fibre et contrôler un capteur virtuel tous les deux mètres, des milliards de tels capteurs sont déjà présents dans les lignes de télécommunication dispersées dans le monde mains non utilisés. Ils pourraient donc l'être pour détecter des anomalies et améliorer la prédiction sismique, en distinguant notamment les ondes P (qui voyagent plus vite, mais en faisant peu de dégâts) des ondes S (plus lentes et causant plus de dégâts). On a d'abord cru qu'il fallait les coller à une surface rigide ou les noyer dans du béton, mais on a récemment montré que des faisceaux de fibres lâches placés dans un simple tuyaux de plastique suffisent. L'information est de qualité moyenne, mais elle peut être acquise sur de vastes territoires et à bas coût.